# Деспио, Шарль
Шарль Деспио́ (фр. Charles Despiau; 4 ноября 1874, Мон-де-Марсан ― 28 октября 1946, Париж) ― французский скульптор, один из крупнейших портретистов XX века.

## Биография
Родился в семье штукатура, с детства видел, во что можно превратить обычный гипс. Получив стипендию, поступил в парижскую Школу декоративных искусств (1891), где учился у мраморщиков Гектора Лемера и Веника Карпо. Через два года перешёл в Школу изящных искусств, где занимался три года. Тогда же посещал студию Г. Шнегга, где познакомился с Ж. Попелэ и Р. Влериком.
С 1898 года начинает выставляться в Салоне французских художников. В 1907 году выставляет в Салоне скульптуру под названием «Полетта» ― головку девочки, которая очень понравилась старику Родену. На следующий день знаменитый ваятель написал молодому художнику, приглашая его к себе пратисьеном ― помощником скульптора, переводить в мрамор работы мастера. Работать у такого мэтра, как Роден, и не потерять своей индивидуальности сложновато, но у Деспио это получилось. После 1918 года он уходит от Родена и всецело отдаётся скульптурному портрету. Им создано 150 скульптур за всю жизнь ― вроде бы немного, но каждое произведение — шедевр.
Внешне жизнь художника не изобиловала событиями. Он работал изо дня в день, совершенствуя мастерство, последовательно добиваясь цельности пластической формы и классической ясности, тонкости моделировки. Его скульптуры отличаются неподражаемой игрой светотени, оттенками художественного образа. Иногда это напоминает античную архаику в её высоком значении.
В 1920—1930-е годы явно видно классицизирующее начало скульптур Деспио. Эмоции и психологизм для него не главное,  — он делает акцент на гармоничной цельности образа. В это время им созданы статуи в полный рост «Аполлон» и «Дионис», а также галерея женских портретов. Это «Ева» (1925) — задумчивая, тяжёлая, с поднесенной к груди рукой, напоминающая образом романскую скульптуру, отчасти простую, даже примитивную, «Assia» (1937) — резкая, современная, фигура девушки видится спортивной, целеустремлённой. Деспио ищет и находит гармонию человеческого тела, но вместе с тем его скульптуры ― это портреты-состояния, целый мир судеб и характеров.
В. Стародубова пишет, что «смысл его эстетической позиции можно было бы определить как возвращение к классике, понятое не в смысле использования античной мифологии и пластической фразеологии античного искусства, а в отношении к человеку, в понимании задач искусства в поисках идеала современности».
Леон Дезер, автор монографии о скульпторе, хорошо знакомый с Деспио, пишет, что во время работы художник то подходит к модели (а он всегда лепил только с модели), то отходит, обходит её вокруг, рассматривает строение головы, приседает, чтобы увидеть переход подбородка к шее. Деспио менял освещение, изучая при этом лицо. В отличие от Родена, который сознательно делал скульптуру фрагментом фигуры, Деспио лепил её по всем законам архитектоники, предельно точно соотнося все части тела. Иногда он делал по девять вариантов одной скульптуры, сначала из глины, затем из гипса. Для перевода в бронзу Деспио делал восковую модель, которую перед отливкой вновь прорабатывал тщательным образом. Если модель переводилась в камень — опять новая интерпретация.

## Вторая мировая война
В начале Второй мировой войны Деспио получает заказ на изготовление статуи Аполлона высотой шесть метров, которую планировалось установить на площади перед парижским Музеем современного искусства. Деспио будет работать над этой скульптурой до конца своей жизни, но так её и не закончит (художник не мог решить вопрос с драпировкой — закрывать ли статую или оставлять обнаженной). Работе Деспио над статуей Аполлона помешал арест и высылка его модели после капитуляции Франции и германской оккупации. В 1941 году немецкий скульптор Арно Брекер предложил Деспио поездку в Германию и пообещал освободить 100 заключенных, включая его модель. Деспио согласился, и вместе с другими художниками, такими как Андре де Сегонзак, Поль Ландовски, Анри Бушар, Поль Бельмондо, Кес ван Донген, Морис де Вламинк, Андре Дерен и Отон Фриез, отправился в недельную «ознакомительную поездку» в Берлин с посещением галерей, музеев, а также канцелярии Нового рейха.
Путешествие, которое явно служило пропагандистским целям, решающим образом сформировало репутацию Деспио как коллаборациониста. Кроме того, в 1942 году он организует парижскую выставку Арно Брекера, написав и составив для неё каталог. После окончания войны решением Комиссии по очистке Деспио был приговорен к двум годам запрета на выставки. Несмотря на многочисленные положительные свидетельства, на улице художника осыпают угрозами и проклятьями. Шарль Деспио становится нервным, живёт в уединении. 28 октября 1946 года он умер и был похоронен на своей родине в Мон-де-Марсане.
В 1968 году в Мон-де-Марсане был открыт музей Деспио-Влерик с собранием французской скульптуры первой половины XX века.